# Aşağıalınca, Siverek
Aşağıalınca là một xã thuộc huyện Siverek, tỉnh Şanlıurfa, Thổ Nhĩ Kỳ. Dân số thời điểm năm 2011 là 368 người.